# Siemens Charger
La Siemens Charger est une famille de locomotives de transport de passagers diesel-électriques conçues et fabriquées par Siemens Mobility pour le marché nord-américain.
Il existe cinq variantes du Charger, adaptées à différents opérateurs et types de services : ALC-42 pour les trajets longue distance d'Amtrak (en), ALC-42E double mode (en) pour les itinéraires interurbains (en) et longue distance d'Amtrak qui desservent le Northeast Corridor, SC-44 pour le service interurbain d'Amtrak soutenu par l'État ou les opérateurs de trains de banlieue, SCB-40 pour le service interurbain Brightline et SCV-42 pour le service interurbain de VIA Rail au Canada.
La première locomotive de série Charger, un modèle SC-44, a été dévoilée le 26 mars 2016 et est entrée en service commercial le 24 août 2017. Il a été suivi par la SCB-40, qui a inauguré le service Brightline le 13 janvier 2018. Le premier ALC-42 a été livré à Amtrak le 17 juin 2021 et est entré en service commercial le 8 février 2022 sur l'Empire Builder.
Le Charger est souvent associé aux voitures de tourisme Siemens Venture (en), également construites par Siemens, dans le cadre d'une rame.

## Conception
Le Charger est propulsé par un moteur diesel Cummins 16 cylindres QSK95 4 temps à grande vitesse, qui répond aux normes d'émissions Tier 4 plus strictes de l'Agence de protection de l'environnement des États-Unis, entrées en vigueur en 2015. La puissance nominale varie selon le modèle : la SCB-40 produit 3 000 kW,, la SC-44 produit 3 300 kW et la SCV-42 et l'ALC-42 produisent tous deux 3100,. La vitesse maximale en service est 201 km/h.
La locomotive partage une grande partie de sa conception globale avec les locomotives diesel et électriques Siemens Vectron utilisées en Europe et la locomotive électrique Siemens ACS-64 (en) construite pour Amtrak.
Quatre onduleurs de puissance à transistors bipolaires à grille isolée (IGBT) transmettent le courant électrique à chacun des quatre moteurs de traction (en) à courant alternatif. Un onduleur statique, alimenté par le moteur principal, fournit l’alimentation des voitures alimentation électrique de tête (en) (HEP). La locomotive est également équipée d’un freinage dynamique avec capacité de régénération, ce qui lui permet de rediriger l’énergie générée par le freinage dynamique vers le système d’alimentation des voitures (HEP) ainsi que vers les besoins énergétiques auxiliaires de la locomotive.
En réponse à une demande de renseignements de 2013 de Metro-North Railroad, Siemens a déclaré qu'ils seraient capables de produire une variante bimode du Charger avec stockage d'énergie embarqué pour une utilisation par Metro-North et Long Island Rail Road, ainsi que pour le service interurbain sur l'Empire Corridor (en) d'Amtrak. Cela deviendrait la SC-42DM.
Les SC-44 de Californie ont des « ailerons » aérodynamiques à l'arrière de leur toit qui correspondent à la hauteur des voitures à deux niveaux California (en) et Surfliner (en).
La série Charger est en concurrence avec d'autres locomotives conformes à la norme Tier 4, telles que l' EMD F125 (en) et la MPI MPXpress (en) MP54AC. Cependant, contrairement à la série Charger, les modèles F125 et MP54AC ont eu du mal à trouver des clients, vendant moins de 50 unités chacun

## Historique opérationnel

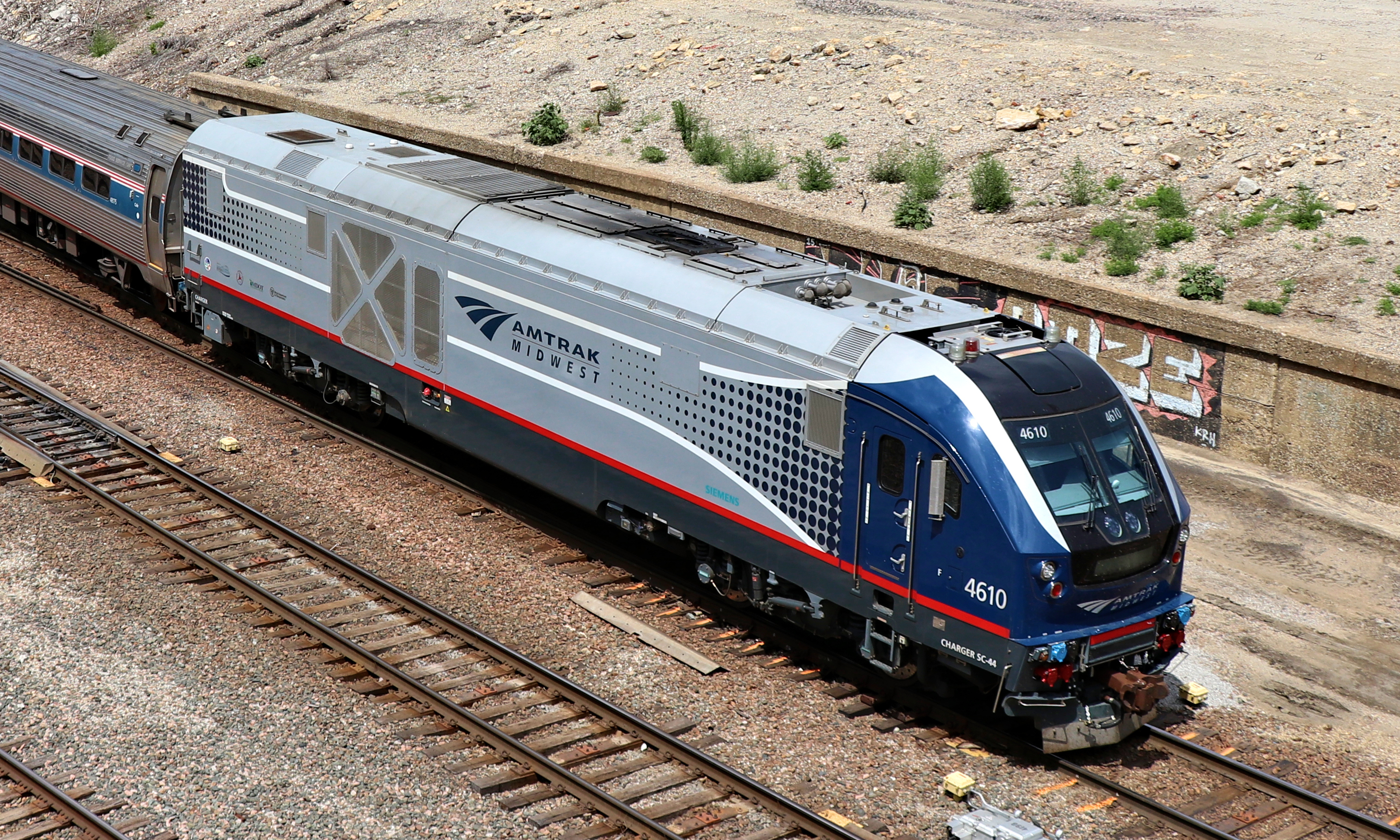
Chargeur conduisant un train ' en juin 2018

La première unité de série du modèle SC-44 a été dévoilée le 26 mars 2016. Les deux premières locomotives Charger à quitter l'usine Siemens de Florin, en Californie, ont été transportées au Transportation Technology Center (en) (TTC) de Pueblo, Colorado, en juin 2016 et ont subi des tests de performances tels que l'accélération et le freinage,. Les premières locomotives Brightline SCB-40 ont été livrées en décembre 2016 pour subir des tests en Floride.
En février 2017, Amtrak et le Département des transports de l'État de Washington (en) ont commencé à tester l'une des locomotives SC-44 à destination du Midwest le long du corridor Cascades dans le nord-ouest du Pacifique pour la certification fédérale,. Des essais supplémentaires ont été effectués sur les rails du Midwest et du nord de la Californie en avril et mai. Des essais ont été effectués jusqu'à 217 km/h a été menée à la TTC et sur le corridor nord-est en septembre 2016, ce qui a donné lieu à une certification fédérale pour l'opération a 201 km/h.
Les essais en service commercial sur les lignes Capitol Corridor et San Joaquins (en) dans le nord de la Californie ont commencé le 25 mai 2017. Lors de ces essais, les trains fonctionnaient avec une deuxième locomotive en cas de panne. Les unités destinées au nord de la Californie ont été officiellement acceptées et approuvées pour une mise en service autonome, sans assistance d’une autre locomotive, le 23 octobre 2017. La SC-44 est entrée en phase de test commercial sur les lignes du Midwest en juillet 2017, avec un service commercial solo commençant sur le sercice Hiawatha le 24 août 2017,. Le service commercial sur la ligne Cascades a commencé en novembre 2017.
Brightline a commencé ses opérations commerciales avec ses locomotives SCB-40 le 13 janvier 2018. Les premiers Charger pour la Maryland Area Regional Commuter (MARC) ont commencé à être testés ce mois-là et le service commercial a commencé le 5 avril 2018,. Les essais préalables à la mise en service ont débuté sur le Pacific Surfliner en octobre 2018 ; l’exploitation commerciale a commencé plus tard la même année,.
La première ALC-42 destinée aux trains longue distance d'Amtrak a été mis en service sur l'Empire Builder en direction ouest le 8 février 2022, après des tests approfondis dans le Midwest et sur la route Empire Builder. Des deux unités du service inaugural, l'une était l'unité patrimoniale « Day One » (en) n° 301 d'Amtrak.

## Clients
| Propriétaire                                        | Model   | Qtée. | Notes                                              |
| --------------------------------------------------- | ------- | ----- | -------------------------------------------------- |
| Altamont Corridor Express                           | SC-44   | 6     |                                                    |
| Amtrak                                              | ALC-42  | 125   |                                                    |
| Amtrak                                              | ALC-42E | 75    |                                                    |
| Amtrak Midwest (en)                                 | SC-44   | 33    |                                                    |
| Brightline                                          | SCB-40  | 21    |                                                    |
| Département des Transports de Californie            | SC-44   | 24    |                                                    |
| Coaster (en)                                        | SC-44   | 9     |                                                    |
| Département des Transports du Connecticut (en)      | SC-42DM | 6     |                                                    |
| Exo                                                 | EC-42   | 10    |                                                    |
| Long Island Rail Road                               | SC-42DM | 44    | Livraison prévue d’ici 2031                        |
| MARC                                                | SC-44   | 8     |                                                    |
| Metro-North Railroad                                | SC-42DM | 27    | Livraison prévue d’ici 2027                        |
| Metro-North Railroad                                | TBD     | 13    | Livraison prévue d’ici 2030                        |
| Ontario Northland                                   | TBD     | 3     |                                                    |
| Trinity Railway Express (en)                        | SC-44   | 5     |                                                    |
| Via Rail                                            | SCV-42  | 32    |                                                    |
| Département des Transports de Washington State (en) | SC-44   | 11    | Deux unités commandées, livraison prévue pour 2026 |
| Total                                               | Total   | 408   |                                                    |

### Altamont Corridor Express
La ligne régionale de banlieue californienne Altamont Corridor Express a commandé quatre locomotives SC-44 en avril 2018, les livraisons débutant en décembre 2019. Elles sont entrés en service fiscal en 2020.

### Amtrak

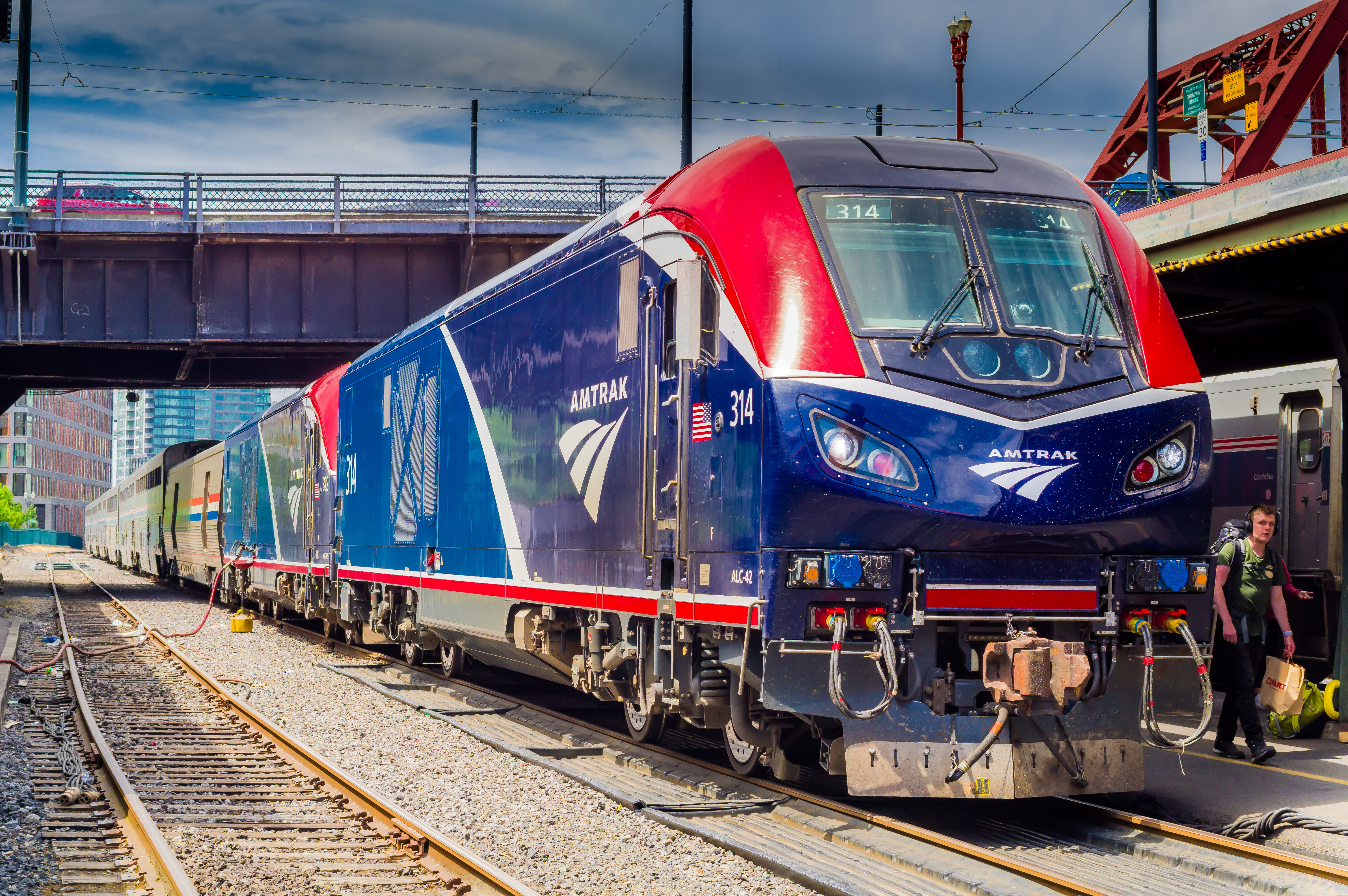
Siemens ALC-42 à la gare Union de Portland

#### Réseau national
Le 21 décembre 2018, Amtrak a commandé 75 locomotives ALC-42 avec des options pour 100 supplémentaires. La première locomotive est entrée en service en février 2022, la dernière étant prévue pour 2024.
Par rapport au SC-44, des modifications ont été apportées à l'ALC-42 pour la rendre plus adapté au service longue distance : systèmes de contrôle positif des trains (en) supplémentaires pour le service national, un réservoir de carburant diesel de 8 300 L (au lieu de 6 800 L), un réservoir de fluide d'échappement diesel plus grand, une sablière plus grande, un générateur électrique de tête de ligne plus puissant de 1 000 kW (au lieu de 600 kW, une section avant allongée pour faciliter les réparations en cas de collision frontale mineure et un moteur principal (en) déclassé à 3 100 kW pour allonger les intervalles d'entretien,.
L'assemblage du premier ALC-42 a commencé en mars 2020. Le 5 août 2020, Amtrak a annoncé que l'une des six premières locomotives sera peinte dans une réplique de la livrée « Jour 1 » pour commémorer les 50 ans de service Amtrak, tandis que les cinq autres présenteront un schéma de peinture préliminaire « Phase VI ». Le reste de la flotte introduira une nouvelle livrée « Phase VII ». En février 2021, 12 unités avaient commencé la production, la première locomotive, AMTK 300, ayant été livrée à Amtrak le 17 juin. Les premières locomotives ALC-42 sont entrées en service commercial sur l' Empire Builder le 8 février 2022. Le même jour, Amtrak a annoncé avoir commandé 50 ALC-42 supplémentaires, portant le nombre total de locomotives commandées à 125.

##### Corridor Nord-Est
Amtrak prévoit d'acheter au moins 75 rames interurbaines équipées de locomotives bimodes ALC-42E auprès de Siemens. Les rames seront principalement utilisées sur des itinéraires circulant sur des voies électrifiées et non électrifiées, qui nécessitent actuellement des changements de locomotives longs et coûteux lors de la transition entre un territoire électrifié et non électrifié,.
En mode diesel, l'ALC-42E fonctionnera comme une locomotive diesel-électrique classique, utilisant son moteur diesel pour générer de l'électricité pour ses moteurs. Chaque ALC-42E sera associé à une remorque spéciale qui disposera d'un équipement pour prendre en charge le mode électrique à l'extrémité la plus proche de la locomotive et d'une zone de sièges passagers à l'autre. Il existe deux types de remorques :
- Un véhicule auxiliaire de puissance (APV) sera utilisé sur les trains qui empruntent des voies avec des lignes aériennes. Equipé d'un pantographe et de transformateurs, l'APV fournira de l'électricité à l'ALC-42E ainsi qu'à des moteurs supplémentaires sur son propre camion motorisé. L'association ALC-42E/APV remplacera les locomotives électriques Siemens ACS-64 existantes d'Amtrak sur les trains qui empruntent le corridor nord-est sur une partie de leur itinéraire[38].

- Une voiture à batterie sera utilisée dans les trains qui accèdent à la gare Penn de New York via l'Empire Connection, qui dispose d'un troisième rail au lieu de lignes aériennes. La voiture à batterie fournira de l'électricité à l'ALC-42E dans les zones où l'utilisation du moteur diesel est interdite. L'association ALC-42E/voiture à batterie remplacera les locomotives bimodes GE Genesis P32AC-DM existantes d'Amtrak, qui tirent l'électricité du troisième rail en mode électrique[38].

En février 2024, deux des locomotives ALC-42E étaient en construction.

#### Couloirs soutenus par l'État

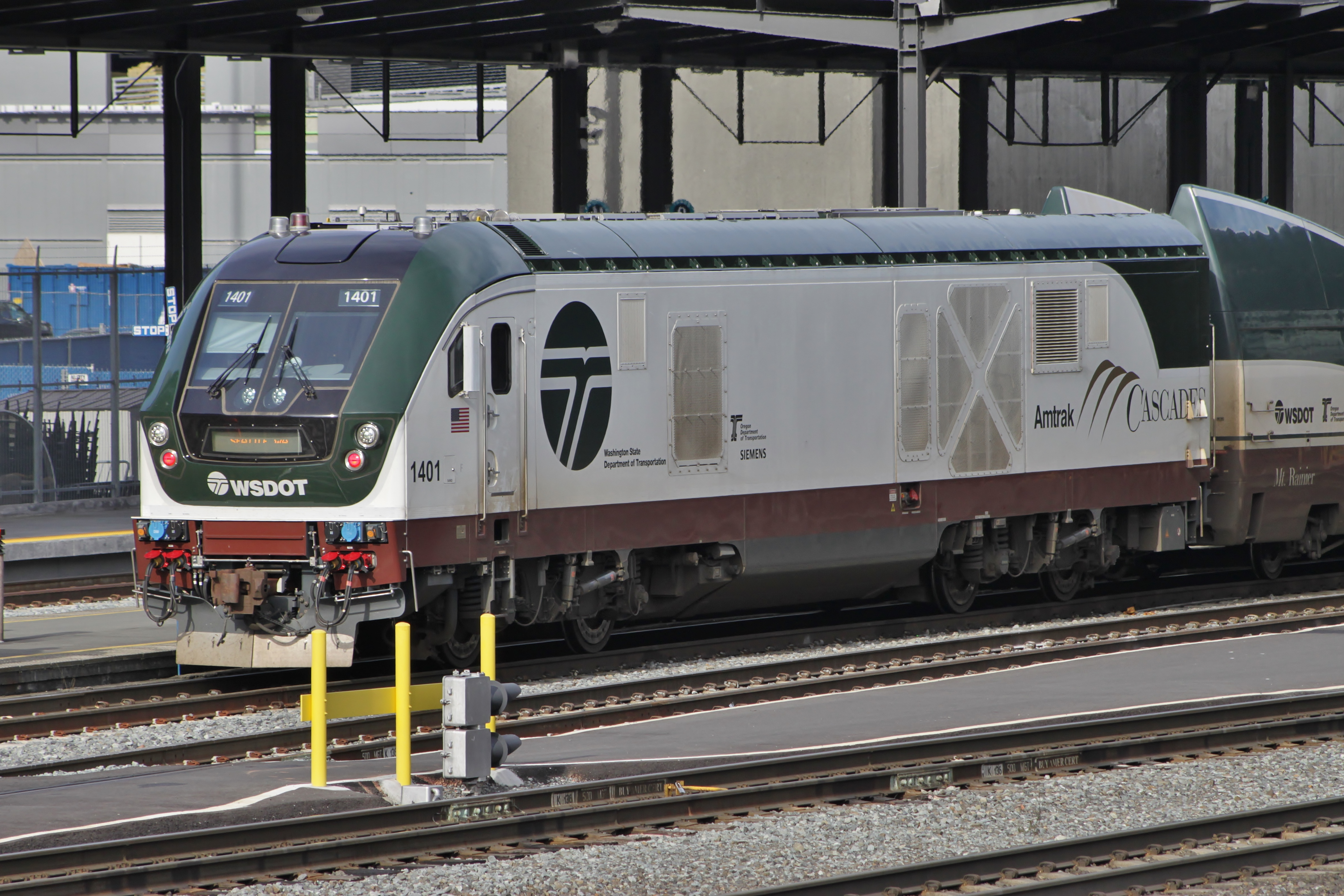
WSDOT SC-44#1401 à Seattle

Le Département des Transports de l'Illinois (en) (IDOT), en collaboration avec ses homologues de Californie, du Michigan, du Missouri et de Washington, a acheté 32 locomotives SC-44 pour les services de corridor soutenus par l'État, exploités par Amtrak sous contrat. La commande de US$ 225 millions passée en mars 2014 comprenait des options pour 75 locomotives supplémentaires configurées pour le corridor. En 2015, l'IDOT a commandé 12 unités supplémentaires à utiliser sur le corridor de service Lincoln modernisé.  La Californie a commandé 16 unités supplémentaires en novembre 2015 pour une utilisation sur le Pacific Surfliner à partir de 2018, plus deux unités supplémentaires en 2016 pour les services du nord de la Californie.   L'État de Washington a commandé une unité supplémentaire pour remplacer la locomotive 1402, perdue lors du déraillement du train de Washington en 2017, et deux autres dans le cadre de l'achat de nouvelles rames Siemens,. Au total, 68 locomotives (32 de base et 36 en option) ont été commandées pour les corridors d'État d'Amtrak dans le cadre de ce contrat : 24 pour la Californie, 11 pour l'État de Washington et 33 pour les États du Midwest,. Huit autres options ont été exercées par MARC, portant le nombre total de commandes à 76.

### Brightline

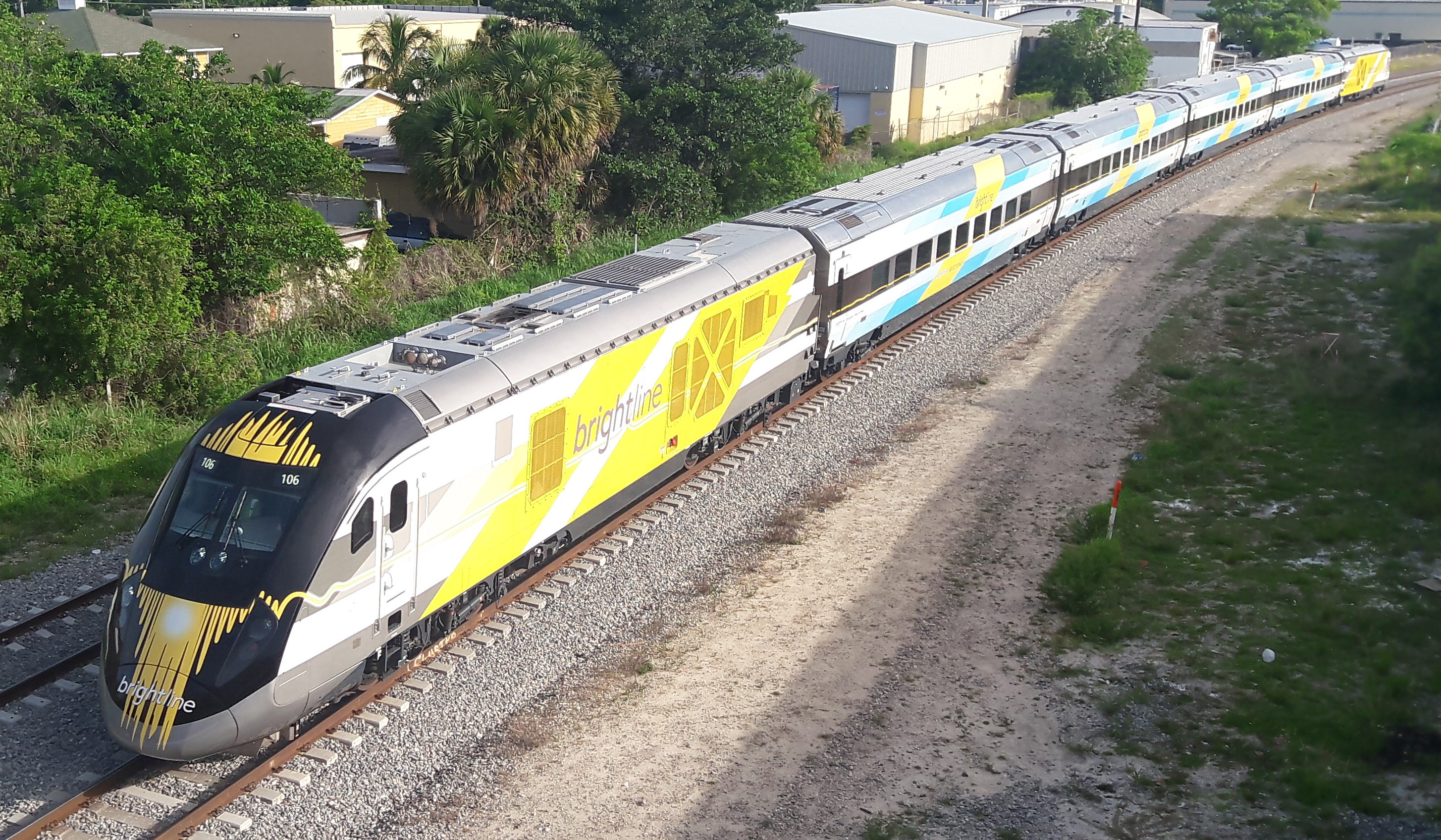
SCB-40 construit pour Brightline

En septembre 2014, Brightline a acheté dix locomotives SCB-40 avec des options pour onze autres,. Les locomotives sont utilisées par paires, encadrant quatre voitures de passagers (extensibles à sept) sur le service Miami – Orlando de Brightline. Les SCB-40 ont une partie avant profilée qui dissimule le coupleur avant derrière un cône de nez amovible et produisent un maximum de 4,000 ch (3 000 kW) au lieu des 4,400 ch (3 300 kW) sur la SC-44,. Brightline a ensuite commandé cinq rames supplémentaires et une locomotive supplémentaire (onze locomotives au total) pour une utilisation sur l'extension vers Orlando, avec une livraison entre septembre 2021 et 2023. Ces locomotives ont pu atteindre des vitesses allant jusqu'à 130 mph. Au 19 février 2023, toutes les rames et la locomotive de rechange ont été livrées à Brightline.

### Coaster

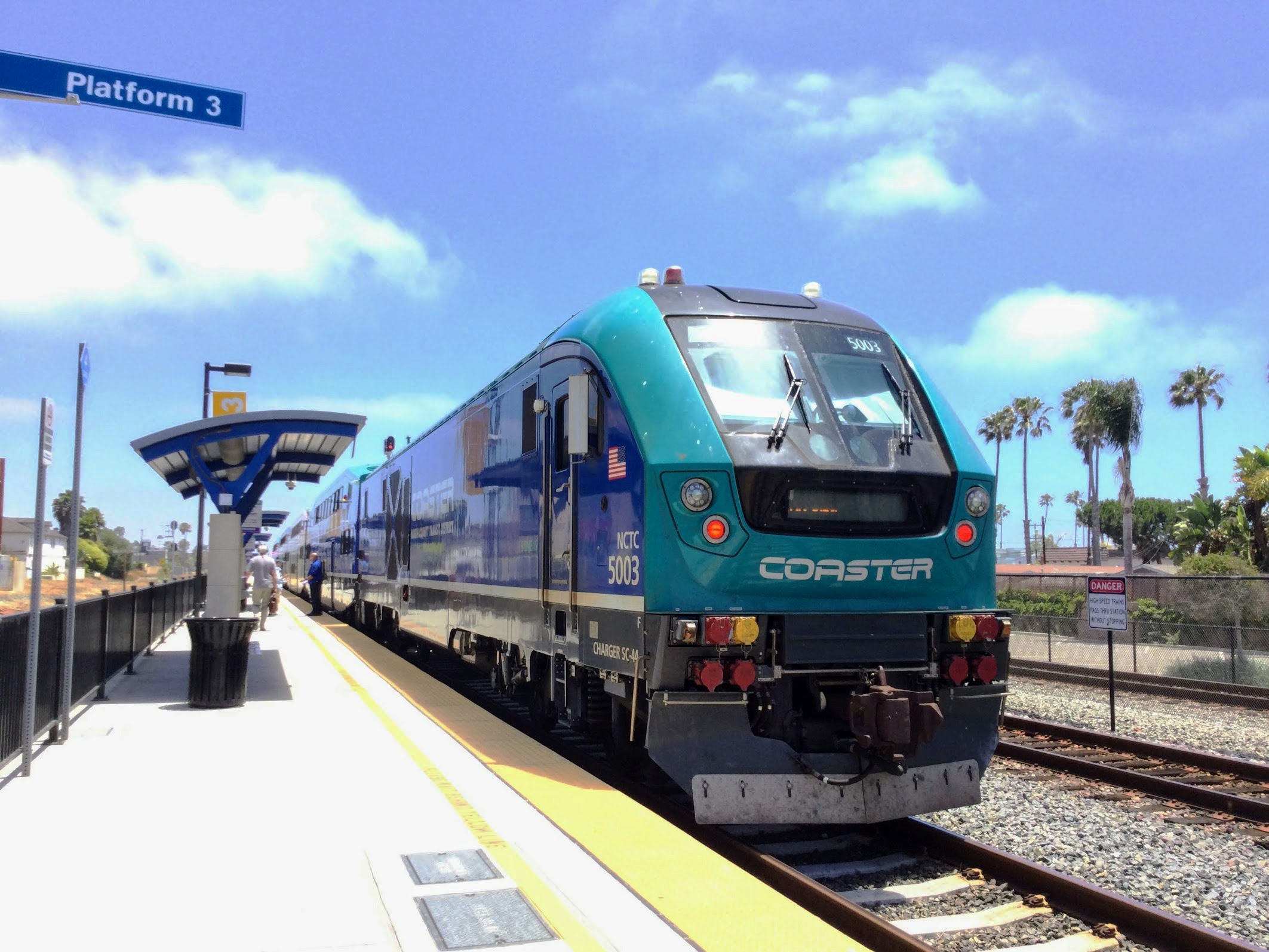
Un train Coaster à Oceanside

En juin 2018, le conseil d'administration du North County Transit District a approuvé l'achat de cinq SC-44 pour son service ferroviaire de banlieue Coaster dans la région de San Diego, remplaçant cinq anciennes locomotives F40PH. Les livraisons ont commencé en août 2020 et devraient se terminer au printemps 2021. Deux unités supplémentaires ont été approuvées en juin 2019, puis deux autres en septembre. Ces locomotives supplémentaires ont remplacé deux locomotives F59PHI et permettront d'augmenter les niveaux de service,. Les cinq premières locomotives sont entrées en service commercial le 8 février 2021.  Deux autres unités ont été approuvées en 2020, et les quatre dernières sont entrées en service en 2023.

### Exo
En janvier 2022, Exo de Montréal a commandé dix Charger pour mettre à jour sa flotte. Elles sont prévues pour remplacer les vieilles locomotives F59PH.

### MARC
MARC a annoncé en août 2015 qu'elle recherchait US$ 58 millions pour acheter huit locomotives afin de remplacer ses unités électriques AEM-7 vieillissantes, les livraisons étant prévues pour fin 2017. L'achat a été approuvé par le Maryland Board of Public Works le 16 septembre 2015.  La commande de MARC utilise une partie des options d’achat accordées à Amtrak pour les corridors d’État. La première locomotive Charger de MARC a été expédiée de l’usine Siemens début décembre 2017 et a commencé les essais à la mi-janvier 2018.

### Chemin de fer de Long Island/Chemin de fer Metro-North/CTDOT

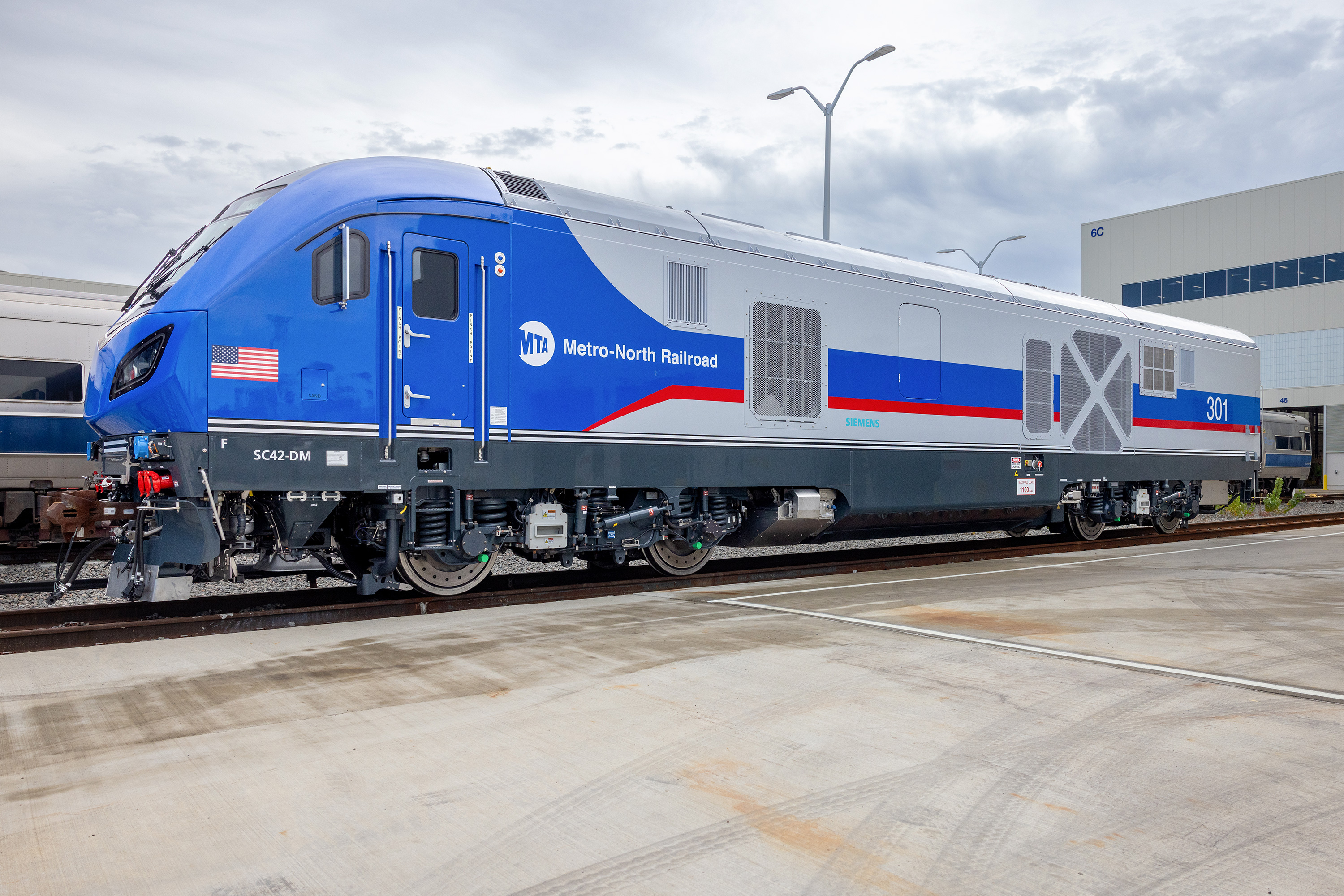
Metro-North Railroad SC-42DM n° 301 le 31 octobre 2024

En décembre 2020, la Metropolitan Transportation Authority (MTA) de New York a approuvé un contrat financé par la Federal Transit Administration pour 19 locomotives bimodes basées sur la conception Charger. Les locomotives remplaceront les 31 locomotives GE Genesis (en) existantes utilisées sur la ligne Hudson, la ligne Harlem et la branche Danbury (en) du Metro-North Railroad ; elles utiliseront l'énergie électrique du troisième rail dans toutes les zones où cette alimentation est disponible, au lieu de l'utiliser uniquement à Manhattan. Le contrat comportait des options pour 144 locomotives supplémentaires : 40 pour Metro-North, 66 pour le Long Island Rail Road, 20 pour le Département des transports de l'État de New York (en) (pour les trains Amtrak Empire Service ) et 25 pour le Département des transports du Connecticut (en) (CTDOT),.
Immédiatement après l'attribution du contrat, Metro-North a commandé huit locomotives supplémentaires parmi ses options, et le CTDOT en a commandé six parmi ses options, portant la commande totale à 33. Les unités supplémentaires permettront le remplacement complet des locomotives P32AC-DM du parc d'équipement de Metro-North et permettront d'augmenter le service sur les branches de Danbury et de Waterbury (en). La livraison des 33 locomotives devrait être terminée en 2027. 
Les deux premières unités ont été livrées en octobre 2024 et devraient entrer en service début 2025. Dans le cadre du programme d'investissement de Long Island Rail Road, le chemin de fer exerce l'option 3 du contrat précédemment attribué pour commander jusqu'à 44 nouvelles locomotives bimodes, qui remplaceraient probablement les anciennes locomotives EMD DE30AC et DM30AC (en),.
En date de janvier 2025, après prise en compte des commandes déjà passées, le contrat comporte encore des options pour 32 locomotives pour Metro-North, 22 pour LIRR, 26 pour NYSDOT et 19 pour CTDOT.
Le 24 janvier 2025, Metro-North lancé une procédure d’achat sans appel d’offres pour un maximum de 16 locomotives Charger auprès de Siemens pour exploiter le service sur Penn Station Access. Cette commande serait passée en tant qu’option à une commande existante,.
En février 2025, le conseil d'administration de la MTA votera sur l'option 4 pour 13 locomotives Charger à double mode, avec une option pour deux locomotives supplémentaires pour US$ 304,9 millions. Ces locomotives seront alimentées à la fois par des pantographes à courant alternatif pour fonctionner sous caténaire et par batterie, ce qui constitue une modification de la conception existante de Siemens pour les locomotives bimodes diesel-électriques de niveau 4.

### Ontario Northland
En décembre 2022, le gouvernement de l'Ontario et Ontario Northland ont annoncé un investissement CA$139,5 millions pour rétablir le service de transport de passagers Northlander entre Timmins et Toronto . Le communiqué de presse du gouvernement mentionne que les trois nouvelles rames (chacune avec trois voitures de passagers Siemens Venture (en)) seront construites par Siemens Mobility et associées à des locomotives Charger qui répondront aux dernières normes d'émission diesel Tier 4 de l'EPA,.

### Trinity Railway Express
En février 2024, cinq locomotives ont été achetées pour être utilisées sur le service ferroviaire de banlieue Trinity Railway Express (en) (TRE) opérant dans la région de Dallas/Fort Worth. La livraison des premières locomotives est prévue vers l'été 2026. Les cinq locomotives sont destinées à remplacer les unités les plus anciennes de la flotte TRE existante. TRE a la possibilité d'acheter jusqu'à six locomotives supplémentaires dans le cadre du contrat,.

### Via Rail
En décembre 2018, Via Rail a commandé 32 rames bidirectionnelles, chacune propulsée par une locomotive SC-44, qui seront utilisées sur le corridor Québec-Windsor. Comme pour plusieurs autres commandes, les rames utiliseront des voitures de voyageurs Siemens Venture (en).

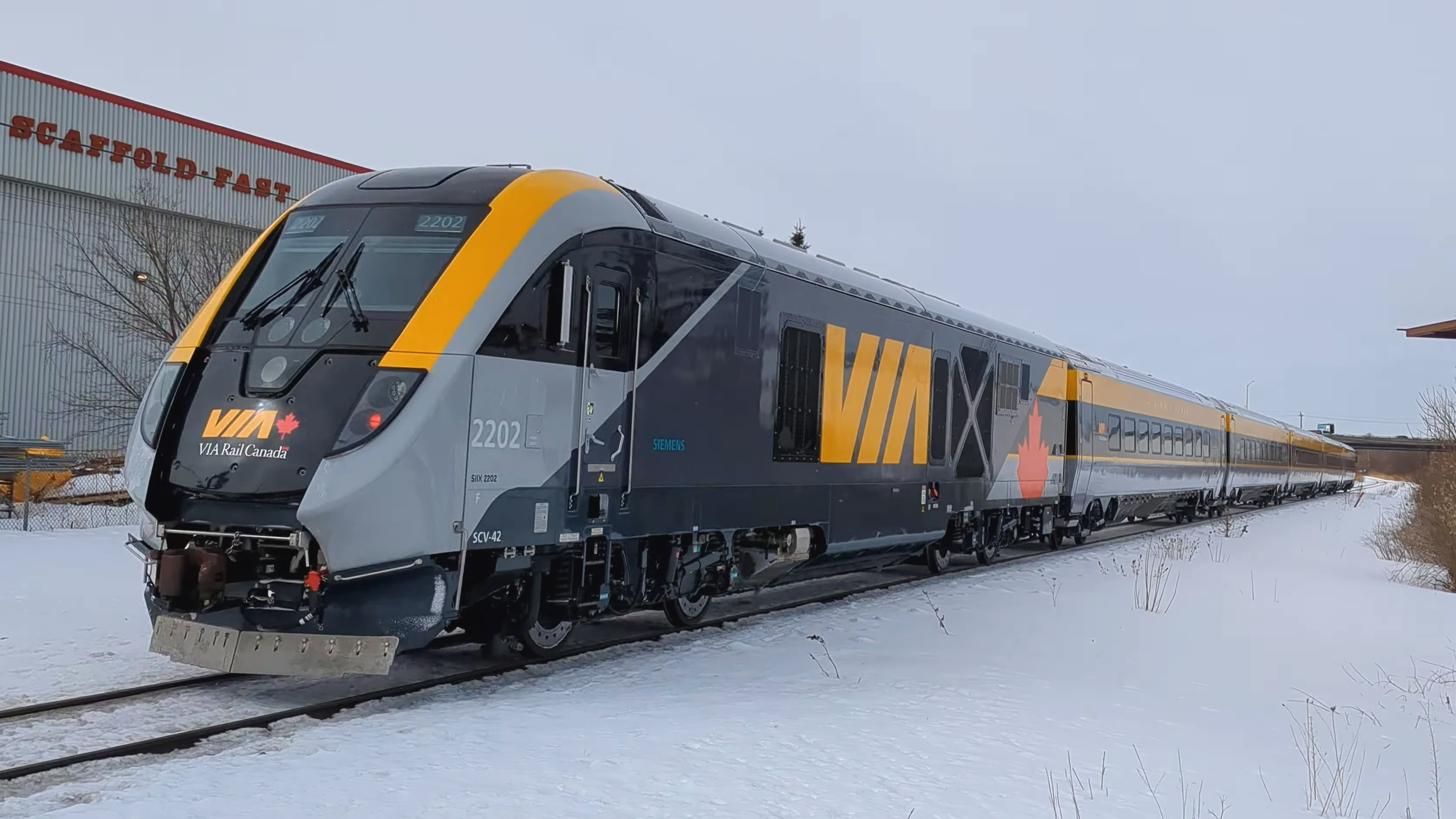
Locomotive Siemens Charger SCV-42 et voitures Venture de VIA Rail à Ottawa

La première rame de VIA Rail a été livrée le 29 septembre 2021 à son centre de maintenance de Montréal, franchissant la frontière canadienne par Sarnia, en Ontario. Lorsque la peinture finale des locomotives a été dévoilée par VIA Rail en mai 2021, la locomotive a été désignée SC-44, mais lors de la livraison, la désignation des locomotives a été changée en SCV-42. Les rames sont entrées en service en 2022.

### Lectures complémentaires
- (en) Next Generation Equipment Committee, « Multi State Diesel Electric Locomotive Procurement: The Siemens Charger », American Association of State Highway and Transportation Officials, décembre 2015 (version du 10 janvier 2017 sur Internet Archive)
- (en) Next Generation Equipment Committee, « Multi State Diesel Electric Locomotive Procurement: The Siemens Charger », American Association of State Highway and Transportation Officials, 16 février 2016 (version du 26 janvier 2021 sur Internet Archive)
- (en) « Siemens Charger Product Brochure », Siemens Mobility Inc., 2020